# Чемпіонат УРСР із шахів 1950 (жінки)
10-й чемпіонат України із шахів серед жінок, що проходив у Києві з 21 травня по 12 червня 1950 року.

## Загальна інформація про турнір
Перед фінальним турніром першості України були проведені попередні відбіркові змагання — два півфінали та чемпіонат Києва, прирівняний до півфіналів, — у яких взяли участь 34 учасниці. Шахістки, які посіли у півфіналах перші п'ять місць, потрапляли у фінал.

Переможницею першої групи півфіналу стала Вітковська — 8 очок із 10 можливих. Наступні місця посіли: Малинова (7), Хальзова (6½), Куксова (6), Поліщук та Терашкевич (по 5½).

Результати другої групи півфіналу першості УРСР: Голяшевич та Русинкевич — по 7½ очок з 10, Дузенко, Кубеш та Шаповалова — по 7 очок.

У турнірі на першість Києва перше місце та звання чемпіонки міста виборола Рубінчик, яка набрала 9½ очок з 11. За нею фінішували Вайсберг, Коган та Махиня — по 8½ очок.

Фінальний турнір на першість УРСР відбувався з 21 травня по 12 червня 1950 року. Відкриття фінального турніру відбулося 21 травня в Київському будинку вчителя.

Персонально до турніру були допущені переможниця минулорічного чемпіонату Берта Корсунська та шахістка першого розряду Естер Гольдберг. Не взяли участь в турнірі одна з переможниць чемпіонату України 1949 року Ціля Фрід та Голяшевич, яка посіла у півфіналі перше місце.

Таким чином, фінал був проведений за 15 учасниць. Перша половина чемпіонату пройшла в гострій боротьбі за лідерство. У хорошій спортивній формі були Алла Рубінчик, Берта Вайсберг та представниця м. Жданова Малинова. Після 8 турів попереду була Малинова — 6½ очка з 8, за нею Вайсберг — 5½ з 6 та одна відкладена партія, Рубінчик — 4½ з 6 і дві відкладені партії у виграшному становищі. Русинкевич та Артем'єва мали по 4½ очка з 7.
В 11 турі центральною була партія Малинова—Рубінчик. Рокіровки у різні сторони визначили її гострий і складний характер. На навальний наступ Малинової Рубінчик відповіла енергійною контратакою, яка привела до перемоги. Це висунуло Рубінчик в основні претенденти на звання чемпіонки. Решта партій туру завершилися з наступними результатами: Вайсберг виграла у Коган, Махиня — у Кубеш, Гольдберг — у Поліщук, Корсунська — у Дузенко. Після 11 турів лідирувала киянка Рубінчик — 8½ очка з 10 можливих, Вайсберг мала 7½ з 8 та дві відкладені партії, в активі Малинової було — 7 з 10 очок.
Після 13 турів Рубінчик мала 10½ очок з 12, Вайсберг — 9 з 11 та одну відкладену партію, Малинова — 8½ з 13, Артем'єва — 8 з 11, Махиня — 8 з 13.
Останній тур був найгостріший серед усіх. Жодна партія не принесла нічийного результату. Центральна зустріч Вайсберг—Рубінчик вирішувала долю першого місця. Рубінчик мала на одне очко більше, ніж Вайсберг. Цю вирішальну партію Вайсберг провела з великим піднесенням. Пожертвувавши пішака, а потім фігуру, вона оголосила своїй противниці мат на 30 ході. Таким чином Вайсберг, вигравши цю вирішальну партію, наздогнала Рубінчик і розділила з нею першість. Обидві вони набрали по 11½ очок.
Варто відзначити, що за підсумками чемпіонату перші п'ять місць посіли представниці столиці України.
Аллі Рубінчик за успіхи у чемпіонатах Києва та України було присвоєно перший розряд.

На турнірі було зіграно 104 партії, з яких 84 закінчилися перемогою однієї зі сторін (80,8 %), а 20 партій завершилися внічию. В одній партії була зарахована технічна перемога (поразка).

## Турнірна таблиця
| №  | Учасник                 | Місто     | 1 | 2 | 3 | 4 | 5 | 6 | 7 | 8 | 9 | 10 | 11 | 12 | 13 | 14 | 15 |  | +  | −  | = | Очки | Місце  |
| -- | ----------------------- | --------- | - | - | - | - | - | - | - | - | - | -- | -- | -- | -- | -- | -- |  | -- | -- | - | ---- | ------ |
| 1  | Берта Вайсберг          | Київ      |   | 1 | 1 | ½ | 1 | ½ | ½ | 1 | 0 | 1  | 1  | 1  | 1  | 1  | 1  |  | 10 | 1  | 3 | 11½  | Gold   |
| 2  | Алла Рубінчик           | Київ      | 0 |   | 1 | ½ | 1 | 1 | 0 | 1 | 1 | 1  | 1  | 1  | 1  | 1  | 1  |  | 11 | 2  | 1 | 11½  | Gold   |
| 3  | Любов Коган             | Київ      | 0 | 0 |   | 1 | 0 | 0 | 1 | 1 | 1 | 1  | 1  | 1  | 1  | 1  | 1  |  | 10 | 4  | 0 | 10   | Bronze |
| 4  | Зінаїда Артем'єва       | Київ      | ½ | ½ | 0 |   | ½ | ½ | 1 | ½ | 0 | 1  | 1  | ½  | 1  | 1  | 1  |  | 6  | 2  | 6 | 9    | 4—5    |
| 5  | Тетяна Махиня (Крюкова) | Київ      | 0 | 0 | 1 | ½ |   | 0 | ½ | ½ | 1 | 1  | ½  | 1  | 1  | 1  | 1  |  | 7  | 3  | 4 | 9    | 4—5    |
| 6  | Олена Малинова          | Жданов    | ½ | 0 | 1 | ½ | 1 |   | ½ | 0 | ½ | ½  | 1  | 0  | 1  | 1  | 1  |  | 6  | 3  | 5 | 8½   | 6—7    |
| 7  | Ніна Русинкевич         | Сталіно   | ½ | 1 | 0 | 0 | ½ | ½ |   | ½ | ½ | 0  | 1  | 1  | 1  | 1  | 1  |  | 6  | 3  | 5 | 8½   | 6—7    |
| 8  | Естер Гольдберг         | Київ      | 0 | 0 | 0 | ½ | ½ | 1 | ½ |   | 0 | ½  | 1  | 1  | 1  | 1  | 1  |  | 6  | 4  | 4 | 8    | 8      |
| 9  | Антоніна Вітковська     | Вінниця   | 1 | 0 | 0 | 1 | 0 | ½ | ½ | 1 |   | 1  | 0  | 0  | 0  | 1  | 1  |  | 6  | 6  | 2 | 7    | 9      |
| 10 | Берта Корсунська        | Одеса     | 0 | 0 | 0 | 0 | 0 | ½ | 1 | ½ | 0 |    | 0  | ½  | 1  | 1  | 1  |  | 4  | 7  | 3 | 5½   | 10     |
| 11 | В. Куксова              | Чернівці  | 0 | 0 | 0 | 0 | ½ | 0 | 0 | 0 | 1 | 1  |    | 1  | 1  | 0  | 0  |  | 4  | 9  | 1 | 4½   | 11     |
| 12 | Кубеш                   | Станіслав | 0 | 0 | 0 | ½ | 0 | 1 | 0 | 0 | 1 | ½  | 0  |    | 0  | ½  | ½  |  | 2  | 8  | 4 | 4    | 12     |
| 13 | Ганна Поліщук           | Ужгород   | 0 | 0 | 0 | 0 | 0 | 0 | 0 | 0 | 1 | 0  | 0  | 1  |    | 1  | -  |  | 3  | 11 | 0 | 3    | 13     |
| 14 | Дузенко                 | Львів     | 0 | 0 | 0 | 0 | 0 | 0 | 0 | 0 | 0 | 0  | 1  | ½  | 0  |    | 1  |  | 2  | 11 | 1 | 2½   | 14—15  |
| 15 | Шаповалова              | Харків    | 0 | 0 | 0 | 0 | 0 | 0 | 0 | 0 | 0 | 0  | 1  | ½  | +  | 0  |    |  | 2  | 11 | 1 | 2½   | 14—15  |